# Charles Coste
Charles Gustave Léonce Coste (ur. 8 lutego 1924 w Ollioules) – francuski kolarz torowy i szosowy, mistrz olimpijski oraz brązowy medalista mistrzostw świata.

## Kariera
Największe sukcesy w karierze Charles Coste osiągnął w 1948 roku, kiedy zdobył dwa medale na międzynarodowych imprezach. Najpierw wywalczył brązowy medal w indywidualnym wyścigu na dochodzenie amatorów podczas torowych mistrzostw świata w Amsterdamie, gdzie wyprzedzili go jedynie Włoch Guido Messina oraz Australijczyk Sidney Patterson. Parę miesięcy później Coste wystąpił na igrzyskach olimpijskich w Londynie, gdzie wspólnie z Serge’em Blussonem, Fernandem Decanalim i Pierre’em Adamem wywalczył złoty medal w drużynowym wyścigu na dochodzenie. Kilkakrotnie zdobywał medale torowych mistrzostw kraju, jednak nigdy nie zwyciężył. Startował również w wyścigach szosowych, wygrywając między innymi Chrono des Nations w 1949 roku i Paryż-Limoges w 1953 roku.